# Oscar za najbolju scenografiju
Oscar za najbolju scenografiju (eng. Academy Award for Best Art Direction) je Oscar kojim se odaje priznanje za dostignuća na polju scenografije. Filmovi ispod su navedeni po godini produkcije, pa je primjerice Oscar iz 2000. za najbolju scenografiju filma iz 1999. Od 1940. do 1966. (uz iznimku 1957. i 1958.), nagrada se dodjeljivala filmovima snimanima u crno bijeloj tehnici i boji, što je označeno ispod godina oznakama CB i B.

## Dobitnici i nominirani

### 1920-e
| Godina | Dobitnik film                                | Nominirani |
| ------ | -------------------------------------------- | --- |
| 1928.  | William Cameron Menzies – The Dove i Tempest | Herbert Brenon – Sedmo nebo Rochus Gliese – Svitanje |
| 1929.  | Cedric Gibbons – Most sudbine                | Mitchell Leisen – Dinamit Cedric Gibbons – Hollywoodska revija 1929. William Cameron Menzies – Željezna maska Hans Dreier – Patriot Harry Oliver – Ulični anđeo |

### 1930-e
| Godina | Dobitnik film                                 | Nominirani |
| ------ | --------------------------------------------- | --- |
| 1930.  | Herman Rosse – Kralj jazza                    | William Cameron Menzies – Bulldog Drummond Hans Dreier – Ljubavna parada Jack Okey – Sally Hans Dreier – Kralj lutalica |
| 1931.  | Max Ree – Cimarron                            | Stephen Goosson, Ralph Hammeras – Samo zamisli Hans Dreier – Maroko Anton Grot – Svengali Richard Day – Whopee! |
| 1932.  | Gordon Wiles – Transatlantic                  | Lazare Meerson – À nous la liberté Richard Day – Arrowsmith |
| 1933.  | William S. Darling – Kavalkada                | Hans Dreier, Roland Anderson – Zbogom oružje Cedric Gibbons – When Ladies Meet |
| 1934.  | Cedric Gibbons, Fredric Hope – Vesela udovica | Richard Day – The Affairs of Cellini Van Nest Polglase, Carroll Clark – Vesela razvedenica |
| 1935.  | Richard Day – Mračni anđeo                    | Hans Dreier, Roland Anderson – Život bengalskog kopljanika Carroll Clark, Van Nest Polglase – Top Hat |
| 1936.  | Richard Day – Dodsworth                       | Anton Grot - Anthony Adverse Cedric Gibbons, Eddie Imazu, Edwin B. Willis – Veliki Ziegfeld William S. Darling – Lloydovi iz Londona Albert S. D'Agostino, Jack Otterson – The Magnificent Brute Cedric Gibbons, Frederic Hope, Edwin B. Willis – Romeo i Julija Perry Ferguson – Zimski ugođaj |
| 1937.  | Stephen Goosson – Izgubljeni horizont         | Cedric Gibbons, William Horning – Osvajanje Carroll Clark – Dama u nevolji Richard Day – Slijepa ulica Ward Ihnen – Svaki dan je praznik Anton Grot – Život Emila Zole John Victor MacKay – Manhattan Merry-Go-Round Lyle Wheeler – The Prisoner of Zenda Hans Dreier, Roland Anderson – Souls at Sea Alexander Toluboff – Vogues of 1938 William S. Darling, David Hall – Wee Willie Winkie Jack Otterson – You're a Sweetheart                                                       |
| 1938.  | Carl J. Weyl – Pustolovine Robina Hooda       | Lyle Wheeler – Pustolovine Toma Sawyera Bernard Herzbrun, Boris Leven – Alexander's Ragtime Band Alexander Toluboff – Alžir Van Nest Polglase – Carefree Richard Day – The Goldwyn Follies Stephen Goosson, Lionel Banks – Praznik Hans Dreier, John B. Goodman – Da sam ja kralj Jack Otterson – Ludi za glazbom Cedric Gibbons – Marija Antoaneta Charles D. Hall – Merrily We Live                                                                                                  |
| 1939.  | Lyle Wheeler – Zameo ih vjetar                | Hans Dreier, Robert Odell – Beau Geste Charles D. Hall – Captain Fury Jack Otterson, Martin Obzina – Prva ljubav Van Nest Polglase, Al Herman – Ljubavna afera John Victor Mackay – Man of Conquest Lionel Banks – Gospodin Smith ide u Washington Anton Grot – The Private Lives of Elizabeth and Essex William Darling, George Dudley – The Rains Came Samuel Borchovski,Jr. – Poštanska kočija Cedric Gibbons, William A. Horning – Čarobnjak iz Oza James Basevi – Orkanski visovi |

### 1940-e
| Godina   | Dobitnik film                                                                         | Nominirani |
| -------- | ------------------------------------------------------------------------------------- | --- |
| 1940. CB | Cedric Gibbons, Paul Groesse – Ponos i predrasude                                     | Hans Dreier, Robert Usher – Arise, ljubavi moja Lionel Banks, Robert Peterson – Arizona John Otterson – Dečki iz Syracusea John Victor Mackay – Mračna zapovijed Alexander Golitzen – Strani dopisnik Richard Day, Joseph C. Wright – Lillian Russell Van Nest Polglase, Mark-Lee Kirk – Moja omiljena supruga John DuCasse Schulze – Moj sin, moj sin Lewis J. Rachmil – Naš grad Lyle Wheeler – Rebecca Anton Grot – The Sea Hawk James Basevi – Zapadnjak |
| 1940. B  | Vincent Korda – Bagdadski lopov                                                       | Cedric Gibbons, John S. Detlie – Gorčina Richard Day, Joseph C. Wright – Down Argentine Way Hans Dreier, Roland Anderson – Northwest Mounted Police |
| 1941. CB | Richard Day, Nathan H. Juran, Thomas Little – Kako je bila zelena moja dolina         | Perry Ferguson, Van Nest Polglase, Al Fields, Darrell Silvera – Građanin Kane Martin Obzina, Jack Otterson, Russell A. Gausman – Plamen New Orleansa Hans Dreier, Robert Usher, Samuel M. Comer – Zadrži zoru Lionel Banks, George Montgomery – Dame u mirovini Stephen Goosson, Howard Bristol – Male lisice John Hughes, Fred MacLean – Narednik York John DuCasse Schultze, Edward G. Boyle – Monte Cristov sin Alexander Golitzen, Richard Irvine – Zalazak sunca Vincent Korda, Julia Heron – Ta Hamiltonova žena Cedric Gibbons, Randall Duell, Edwin B. Willis – When Ladies Meet     |
| 1941. B  | Cedric Gibbons, Urie McCleary, Edwin B. Willis – Blossoms in the Dust                 | Richard Day, Joseph C. Wright, Thomas Little – Krv i pijesak Raoul Pene Du Bois, Stephen A. Seymour – Louisiana Purchase |
| 1942. CB | Richard Day, Joseph Wright, Thomas Little – Ovo iznad svega                           | Max Parker, Mark-Lee Kirk, Casey Roberts – Ovdje je spavao George Washington Albert S. D'Agostino, Al Fields, Darrell Silvera – Veličanstveni Ambersonovi Perry Ferguson, Howard Bristol – Ponos Jenkija Cedric Gibbons, Randall Duell, Edwin B. Willis, Jack Moore – Robovi prošlosti Boris Leven – The Shanghai Gesture Ralph Berger, Emile Kuri – Srebrna kraljica John B. Goodman, Jack Otterson, Russell A. Gausman, Edward R. Robinson – The Spoilers Hans Dreier, Roland Anderson, Samuel M. Comer – Uzmi pismo, draga Lionel Banks, Rudolph Sternad, Fay Babcock – Gradska šaputanja |
| 1942. B  | Richard Day, Joseph Wright, Thomas Little – Moja djevojka Sal                         | Alexander Golitzen, Jack Otterson, Russell A. Gausman, Ira S. Webb – Arapske noći Ted Smith, Casey Roberts – Kapetani obala Vincent Korda, Julia Heron – Knjiga o džungli Hans Dreier, Roland Anderson, George Sawley – Požanji divlji vjetar |
| 1943. CB | James Basevi, William Darling, Thomas Little – Bernadettina pjesma                    | Hans Dreier, Ernst Fegte, Bertram Granger – Pet grobova do Kaira Albert S. D'Agostino, Carroll Clark, Darrell Silvera, Harley Miller – Let za slobodu Cedric Gibbons, Paul Groesse, Edwin B. Willis, Hugh Hunt – Madame Curie Carl Weyl, George J. Hopkins – Misija za Moskvu Perry Ferguson, Howard Bristol – Zvijezda sjevernjača |
| 1943. B  | Alexander Golitzen, John B. Goodman, Russell A. Gausman, Ira S. Webb – Fantom Opere   | Hans Dreier, Haldane Douglas, Bertram Granger – Kome zvono zvoni James Basevi, Joseph C. Wright, Thomas Little – The Gang's All Here John Hughes, John Koenig, George J. Hopkins – Ovo je vojska Cedric Gibbons, Daniel Cathcart, Edwin B. Willis, Jacques Mersereau – Thousands Cheer |
| 1944. CB | Cedric Gibbons, William Ferrari, Paul Huldschinsky, Edwin B. Willis – Plinsko svjetlo | Lionel Banks, Walter Holscher, Joseph Kish – Adresa poznata John J. Hughes, Fred MacLean – Pustolovine Marka Twaina Perry Ferguson, Julia Heron – Casanova Brown Lyle Wheeler, Leland Fuller, Thomas Little – Laura Hans Dreier, Robert Usher, Samuel M. Comer – Nema vremena za ljubav Mark-Lee Kirk, Victor A. Gangelin – Otkad si otišao Albert S. D'Agostino, Carroll Clark, Darrell Silvera, Claude Carpenter – Step Lively |
| 1944. B  | Wiard Ihnen, Thomas Little – Wilson                                                   | John B. Goodman, Alexander Golitzen, Russell A. Gausman, Ira S. Webb – Klimaks Lionel Banks, Cary Odell, Fay Babcodk – Djevojka s naslovnice Charles Novi, Jack McConaghy – Pustinjska pjesma Cedric Gibbons, Daniel B. Cathcart, Edwin B. Willis, Richard Pefferle - Kismet Hans Dreier, Raoul Pene du Bois, Ray Moyer – Dama u mraku Ernst Fegte, Howard Bristol – Princeza i gusar |
| 1945. CB | Wiard Ihnen, A. Roland Fields – Krv na suncu                                          | Albert S. D'Agostino, Jack Okey, Darrell Silvera, Claude Carpenter - Experiment Perilous James Basevi, William Darling, Thomas Little, Frank E. Hughes – Ključevi kraljevstva Hans Dreier, Roland Anderson, Samuel M. Comer, Ray Moyer – Ljubavna pisma Cedric Gibbons, Hans Peters, Edwin B. Willis, John Bonar, Hugh Hunt – Slika Doriana Graya |
| 1945. B  | Hans Dreier, Ernst Fegte, Samuel M. Comer – Frenchman's Creek                         | Lyle Wheeler, Maurice Ransford, Thomas Little - Prepusti je nebu Cedric Gibbons, Urie McCleary, Edwin B. Willis, Mildred Griffiths - National Velvet'' Ted Smith, Jack McConaghy - San Antonio Stephen Goosson, Rudolph Sternad, Frank Tuttle - 1001 noć |
| 1946. CB | William Darling, Lyle Wheeler, Thomas Little, Frank E. Hughes – Anna i kralj Sijama   | Hans Dreier, Walter Tyler, Samuel M. Comer, Ray Moyer – Kitty Richard Day, Nathan H. Juran, Thomas Little, Paul S. Fox – Rub oštrice |
| 1946. B  | Cedric Gibbons, Paul Groesse, Edwin B. Willis – Proljeće života                       | John Bryan – Cezar i Kleopatra Paul Sheriff, Carmen Dillon - Henrik V. |
| 1947. CB | John Bryan, Wilfred Shingleton – Velika očekivanja                                    | Lyle Wheeler, Maurice Ransford, Thomas Little, Paul S. Fox - The Foxes of Harrow |
| 1947. B  | Alfred Junge – Crni narcis                                                            | Robert M. Haas, George James Hopkins - Život s ocem |
| 1948. CB | Roger K. Furse, Carmen Dillon – Hamlet                                                | Robert Haas, William O. Wallace - Johnny Belinda |
| 1948. B  | Hein Heckroth, Arthur Lawson – Crvene cipele                                          | Richard Day, Edwin Casey Roberts, Joseph Kish - Ivana Orleanska |
| 1949. CB | Harry Horner, John Meehan, Emile Kuri – Nasljednica                                   | Lyle Wheeler, Joseph C. Wright, Thomas Little, Paul S. Fox - Dođi u staju Cedric Gibbons, Jack Martin Smith, Edwin B. Willis, Richard A. Pefferle - Madame Bovary |
| 1949. B  | Cedric Gibbons, Paul Groesse, Edwin B. Willis, Jack D. Moore – Male žene              | Edward Carrere, Lyle Reifsnider - Pustolovine Don Juana Jim Morahan, William Kellner, Michael Relph - Saraband za mrtve ljubavnike |

### 1950-e
| Godina   | Dobitnik film                                                                                    | Nominirani |
| -------- | ------------------------------------------------------------------------------------------------ | --- |
| 1950. CB | Hans Dreier, John Meehan, Samuel M. Comer, Ray Moyer – Bulevar sumraka                           | Lyle Wheeler, George Davis, Thomas Little, Walter M. Scott - Sve o Evi Cedric Gibbons, Hans Peters, Edwin B. Willis, Hugh Hunt - The Red Danube |
| 1950. B  | Hans Dreier, Walter Tyler, Samuel M. Comer, Ray Moyer – Samson i Dalila                          | Cedric Gibbons, Paul Groesse, Edwin B. Willis, Richard A. Pefferle - Annie Get Your Gun Ernst Fegte, George Sawley - Odredište Mjesec |
| 1951. CB | Richard Day, George James Hopkins – Tramvaj zvan čežnja                                          | Lyle Wheeler, Leland Fuller, Thomas Little, Fred J. Rode – Četrnaest sati Lyle Wheeler, John DeCuir, Thomas Little, Paul S. Fox – Kuća na Telegraph Hillu Jean d'Eaubonne - Vrtuljak Cedric Gibbons, Paul Groesse, Edwin B. Wills, Jack D. Moore - Too Young to Kiss |
| 1951. B  | Cedric Gibbons, E. Preston Ames, Edwin B. Willis, Keogh Gleason – Amerikanac u Parizu            | Lyle Wheeler, George Davis, Thomas Little, Paul S. Fox - David i Bathsheba Lyle Wheeler, Leland Fuller, Joseph C. Wright, Thomas Little, Walter M. Scott - Na rivijeri William A. Horning, Cedric Gibbons, Edward Carfagno, Hugh Hunt - Quo Vadis Hein Heckroth - Priče o Hoffmanu                                                                                      |
| 1952. CB | Cedric Gibbons, Edward Carfagno, Edwin B. Willis, Keogh Gleason – Grad iluzija                   | Emile Kuri – Carrie Lyle Wheeler, John DeCuir, Walter M. Scott - Moja rođakinja Rachel So Matsuyama, H. Motsumoto - Rašōmon Lyle Wheeler, Leland Fuller, Thomas Little, Claude Carpenter - Viva Zapata! |
| 1952. B  | Paul Sheriff, Marcel Vertes – Moulin Rouge                                                       | Richard Day, Antoni Clavé, Howard Bristol - Hans Christian Andersen Cedric Gibbons, Paul Groesse, Edwin B. Willis, Arthur Krams - Vesela udovica Frank Hotaling, John McCarthy, Jr., Charles S. Thompson - Mirni čovjek Lyle Wheeler, John DeCuir, Thomas Little, Paul S. Fox - Snjegovi Kilimandžara                                                                   |
| 1953. CB | Cedric Gibbons, Edward Carfagno, Edwin B. Willis, Hugh Hunt – Julije Cezar                       | Fritz Maurischat, Paul Markwitz - Martin Luther Lyle Wheeler, Leland Fuller, Paul S. Fox - Predsjednikova supruga Hal Pereira, Walter Tyler - Praznik u Rimu Lyle Wheeler, Maurice Ransford, Stuart Reiss - Titanic |
| 1953. B  | Lyle Wheeler, George Davis, Walter M. Scott, Paul S. Fox – Tunika                                | Alfred Junge, Hans Peters. John Jarvis - Vitezovi okruglog stola Cedric Gibbons, Paul Groesse, Edwin B. Willis, Arthur Krams - Lili Cedric Gibbons, E. Preston Ames, Edward Carfagno, Gabriel Scognamillo, Edwin B. Willis, Keogh Gleason, Arthur Krams, Jack D. Moore - Priča o tri ljubavi Cedric Gibbons, Urie McCleary, Edwin B. Willis, Jack D. Moore - Mlada Bess |
| 1954. CB | Richard Day – Na dokovima New Yorka                                                              | Hal Pereira, Roland Anderson, Samuel M. Comer, Grace Gregory - Provincijalka Cedric Gibbons, Edward Carfagno, Edwin B. Willis, Emile Kuri - Executive Suite Max Ophüls - Le Plaisir Hal Pereira, Walter Tyler, Samuel M. Comer, Ray Moyer - Sabrina |
| 1954. B  | John Meehan, Emile Kuri – 20 000 milja pod morem                                                 | Cedric Gibbons, E. Preston Ames, Edwin B. Willis, Keogh Gleason - Brigadoon Lyle Wheeler, Leland Fuller, Walter M. Scott, Paul S. Fox - Désirée Hal Pereira, Roland Anderson, Samuel M. Comer, Ray Moyer - Crvene podvezice Malcolm Bert, Gene Allen, Irene Sharaff, George James Hopkins - Zvijezda je rođena                                                          |
| 1955. CB | Hal Pereira, Tambi Larsen, Samuel M. Comer, Arthur Krams – Tetovirana ruža                       | Cedric Gibbons, Randall Duell, Edwin B. Willis, Henry Grace - Džungla na školskoj ploči Cedric Gibbons, Malcolm Brown, Edwin B. Willis, Hugh B. Hunt - Plakat ću sutra Joseph C. Wright, Darrell Silvera - Čovjek sa zlatnom rukom Edward S. Haworth, Walter Simonds, Robert Priestley - Marty                                                                          |
| 1955. B  | William Flannery, Jo Mielziner, Robert Priestley – Piknik                                        | Lyle Wheeler, John DeCuir, Walter M. Scott, Paul S. Fox - Daddy Long Legs Oliver Smith, Joseph C. Wright, Howard Bristol - Momci i djevojke Lyle Wheeler, George Davis, Walter M. Scott, Jack Stubbs - Love Is a Many-Splendored Thing Hal Pereira, Joseph McMillan Johnson, Samuel M. Comer, Arthur Krams - Drž'te lopova                                              |
| 1956. CB | Cedric Gibbons, Malcolm F. Brown, Edwin B. Willis, F. Keogh Gleason – Somebody Up There Likes Me | So Matsuyama - Sedam samuraja Hal Pereira, A. Earl Hedrick, Samuel M. Comer, Frank R. McKelvy - The Proud and the Profane Ross Bellah, William R. Kiernan, Louis Diage - The Solid Gold Cadillac Lyle R. Wheeler, Jack Martin Smith, Walter M. Scott, Stuart A. Reiss - Teenage Rebel                                                                                   |
| 1956. B  | Lyle R. Wheeler, John DeCuir, Walter M. Scott, Paul S. Fox – Kralj i ja                          | James W. Sullivan, Ken Adam, Ross J. Dowd - Put oko svijeta u 80 dana Boris Leven, Ralph S. Hurst - Div Cedric Gibbons, Hans Peters, E. Preston Ames, Edwin B. Willis, F. Keogh Gleason - Žudnja za životom Hal Pereira, Walter H. Tyler, Albert Nozaki, Samuel M. Comer, Ray Moyer - Deset zapovijedi                                                                  |
| 1957.    | Ted Haworth, Robert Priestley – Sayonara                                                         | Hal Pereira, George Davis, Samuel M. Comer, Ray Moyer - Smiješno lice William A. Horning, Gene Allen, Edwin B. Willis, Richard Pefferle - Les Girls Walter Holscher, William Kiernan, Louis Diage - Pal Joey William A. Horning, Urie McCleary, Edwin B. Willis, Hugh Hunt - Okrug Raintree                                                                             |
| 1958.    | William A. Horning, E. Preston Ames, Henry Grace, F. Keogh Gleason – Gigi                        | Malcolm Bert, George James Hopkins - Auntie Mame Cary Odell, Louis Diage - Zvono, knjiga i svijeća Lyle R. Wheeler, John DeCuir, Walter M. Scott, Paul S. Fox - A Certain Smile Hal Pereira, Henry Bumstead, Samuel M. Comer, Frank McKelvy - Vrtoglavica |
| 1959. CB | Lyle R. Wheeler, George Davis, Walter M. Scott, Stuart A. Reiss – Dnevnik Anne Frank             | Hal Pereira, Walter Tyler, Samuel M. Comer, Arthur Krams, - Karijera Carl Anderson, William Kiernan - Posljednji gnjevni čovjek Ted Haworth, Edward G. Boyle - Neki to vole vruće Oliver Messel, William Kellner, Scot Slimon - Iznenada, prošlog ljeta |
| 1959. B  | William A. Horning, Edward Carfagno, Hugh Hunt – Ben-Hur                                         | John De Cuir, Julia Heron - The Big Fisherman Lyle R. Wheeler, Franz Bachelin, Herman A. Blumenthal. Walter M. Scott, Joseph Kish - Put u središte Zemlje William A. Horning, Robert Boyle, Merrill Pye, Henry Grace, Frank McKelvy - Sjever-sjeverozapad Russell A. Gausman, Ruby R. Levitt - Šaputanje na jastuku                                                     |

### 1960-e
| Godina   | Dobitnik film | Nominirani |
| -------- | --- | --- |
| 1960. CB | Alexander Trauner, Edward G. Boyle – Apartman | Joseph McMillan Johnson, Kenneth A. Reid, Ross Dowd – Životne činjenice Joseph Hurley, Robert Clatworthy, George Milo - Psiho Tom Morahan, Lionel Couch - Sinovi i ljubavnici Hal Pereira, Walter Tyler, Samuel M. Comer, Arthur Krams - Posjet malom planetu                                                                                                  |
| 1960. B  | Alexander Golitzen, Eric Orbom, Russell A. Gausman, Julia Heron – Spartak                                                                                        | George Davis, Addison Hehr, Henry Grace, Hugh Hunt, Otto Siegel - Cimarron Hal Pereira, Roland Anderson, Samuel M. Comer, Arrigo Breschi - Počelo je u Napulju Ted Haworth, William Kiernan - Pepe Edward Carrere, George James Hopkins - Sumrak u Campobellu                                                                                                  |
| 1961. CB | Harry Horner, Gene Callahan – Hazarder | Carroll Clark, Emile Kuri, Hal Gausman - Rastreseni profesor Fernando Carrere, Edward G. Boyle - Dječji sat Rudolf Sternad, George Milo - Suđenje u Nürnbergu Piero Gherardi - Slatki život |
| 1961. B  | Boris Leven, Victor A. Gangelin – Priča sa zapadne strane | Hal Pereira, Roland Anderson, Samuel M. Comer, Ray Moyer - Doručak kod Tiffanyja Veniero Colasanti, John Moore - El Cid Alexander Golitzen, Joseph Wright, Howard Bristol - Flower Drum Song Hal Pereira, Walter Tyler, Samuel M. Comer, Arthur Krams - Ljeto i dim                                                                                            |
| 1962. CB | Alexander Golitzen, Henry Bumstead, Oliver Emert – Ubiti pticu rugalicu                                                                                          | Joseph Wright, George James Hopkins - Dani vina i ruža Ted Haworth, Leon Barasa, Vincent Korda, Gabriel Bechir - Najduži dan George Davis, Edward Carfagno, Henry Grace, Dick Pefferle - Razdoblje prilagodbe Hal Pereira, Roland Anderson, Samuel M. Comer, Frank R. McKelvy - The Pigeon That Took Rome                                                      |
| 1962. B  | John Box, John Stoll, Dario Simoni – Lawrence od Arabije | Paul Groesse, George James Hopkins - Glazbenik George Davis, J. McMillan Johnson, Henry Grace, Hugh Hunt - Pobuna na brodu Bounty Alexander Golitzen, Robert Clatworthy, George Milo - That Touch of Mink George Davis, Edward Carfagno, Henry Grace, Dick Pefferle - Čudesni svijet braće Grimm                                                               |
| 1963. CB | Gene Callahan – Amerika, Amerika | Piero Gherardi - 8½ Hal Pereira, Tambi Larsen, Samuel M. Comer, Robert R. Benton - Hud Hal Pereira, Roland Anderson, Samuel M. Comer, Grace Gregory - Love with the Proper Stranger George Davis, Paul Groesse, Henry Grace, Hugh Hunt - Sumrak ponosa |
| 1963. B  | John DeCuir, Jack Martin Smith, Hilyard Brown, Herman Blumenthal, Elven Webb, Maurice Pelling, Boris Juraga, Walter M. Scott, Paul S. Fox, Ray Moyer – Kleopatra | Lyle Wheeler, Gene Callahan - Kardinal Hal Pereira, Roland Anderson, Samuel M. Comer, James Payne - Come Blow Your Horn George Davis, William Ferrari, Addison Hehr, Henry Grace, Don Greenwood Jr., Jack Mills - Kako je osvojen Zapad Ralph Brinton, Ted Marshall, Jocelyn Herbert, Josie MacAvin - Tom Jones                                                |
| 1964. CB | Vassilis Fotopoulos – Grk Zorba | George Davis, Hans Peters, Elliot Scott, Henry Grace, Robert R. Benton - Amerikanizacija Emily William Glasgow, Raphael Bretton - Hush… Hush, Sweet Charlotte Stephen Grimes - Noć iguane Cary Odell, Edward G. Boyle - Sedam dana u svibnju |
| 1964. B  | Gene Allen, Cecil Beaton, George James Hopkins – My Fair Lady | John Bryan, Maurice Carter, Patrick McLoyghlin, Robert Cartwright - Becket Carroll Clark, William H, Tuntke, Emile Kuri, Hal Gausman - Mary Poppins George Davis, E. Preston Ames, Henry Grace, Hugh Hunt - Nepotopiva Molly Brown Jack Martin Smith, Ted Haworth, Walter M. Scott, Stuart A. Reiss - What a Way to Go!                                        |
| 1965. CB | Robert Clatworthy, Joseph Kish – Brod luđaka | Robert Emmet Smith, Frank Tuttle - Kralj štakora George Davis, Urie McCleary, Henry Grace, Charles S. Thompson - A Patch of Blue Hal Pereira, Jack Poplin, Robert R. Benton, Joseph Kish - The Slender Thread Hal Pereira, Tambi Larsen, Edward Marshall, Josie MacAvin - Špijun koji je došao iz hladnoće                                                     |
| 1965. B  | John Box, Terry Marsh, Dario Simoni – Doktor Živago | John DeCuir, Jack Martin Smith, Dario Simoni - Agonija i ekstaza Richard Day, William Creber, David Hall, Ray Moyer, Fred MacLean, Norman Rockett - Najveća priča ikad ispričana Robert Clatworthy, George James Hopkins - Sve o Daisy Clover Boris Leven, Walter M. Scott, Ruby Levitt - Moje pjesme, moji snovi                                              |
| 1966. CB | Richard Sylbert, George James Hopkins – Tko se boji Virginije Woolf?                                                                                             | Robert Luthardt, Edward G. Boyle - Kolačić sreće Luigi Scaccianoce - Evanđelje po Mateju Willy Holt, Marc Frederix, Pierre Guffroy - Gori li Pariz? George Davis, Paul Groesse, Henry Grace, Hugh Hunt - Gospodin Buddwing |
| 1966. B  | Jack Martin Smith, Dale Hennesy, Walter M. Scott, Stuart A. Reiss – Fantastično putovanje                                                                        | Alexander Golitzen, George C. Webb, John McCarthy, Jr., John Austin - Gambit Piero Gherardi - Juliet of the Spirits Hal Pereira, Arthur Lonergan, Robert R. Benton, James Payne - Oscar Boris Leven, Walter M. Scott, John Sturtevant, William Kiernan - Misija u Kini                                                                                         |
| 1967.    | John Truscott, Edward Carrere, John W. Brown – Camelot | Mario Chiari, Jack Martin Smith, Ed Graves, Walter M. Scott, Stuart A. Reiss - Doktor Dolittle Robert Clatworthy, Frank Tuttle - Pogodi tko dolazi na večeru Renzo Mongiardino, John DeCuir, Elven Webb, Giuseppe Mariani, Dario Simoni, Luigi Gervasi - The Taming of the Shrew Alexander Golitzen, George C. Webb, Howard Bristol - Thoroughly Modern Millie |
| 1968.    | John Box, Terence Marsh, Vernon Dixon, Ken Muggleston – Oliver!                                                                                                  | George Davis, Edward Carfagno - Ribareve cipele Boris Leven, Walter M. Scott, Howard Bristol - Zvijezda! Tony Masters, Harry Lange, Ernie Archer - 2001: Odiseja u svemiru Mikhail Bogdanov, Genadij Mjašnikov, Georgi Košeljev, Vladimir Uvarov - Rat i mir                                                                                                   |
| 1969.    | John Decuir, Jack Martin Smith, Herman Blumenthal, Walter M. Scott, George Hopkins, Raphael Bretton – Hello, Dolly!                                              | Maurice Carter, Lionel Couch, Patrick McLoughlin - Anne od tisuću dana Robert Boyle, George B. Chan, Edward Boyle, Carl Biddiscombe - Gaily, Gaily Alexander Golitzen, George C. Webb, Jack D. Moore - Sweet Charity Harry Horner, Frank McKelvy - Konje ubijaju, zar ne?                                                                                      |

### 1970-e
| Godina | Dobitnik film                                                                               | Nominirani |
| ------ | ------------------------------------------------------------------------------------------- | --- |
| 1970.  | Urie McCleary, Gil Parrondo, Antonio Mateos, Pierre-Louis Thevenet – Patton                 | Alexander Golitzen, E. Preston Ames, Jack D. Moore, Mickey S. Michaels - Aerodrom Tambi Larsen, Darrell Silvera - The Molly MaGuires Terry Marsh, Bob Cartwright, Pamela Cornell - Scrooge Jack Martin Smith, Yoshiro Muraki, Richard Day, Taizoh Kawashima, Walter M. Scott, Norman Rockett, Carl Biddiscombe - Tora! Tora! Tora! |
| 1971.  | John Box, Ernest Archer, Jack Maxsted, Gil Parrondo, Vernon Dixon – Nikolaj i Aleksandra    | Boris Leven, William Tuntke, Ruby Levitt - The Andromeda Strain John B. Mansbridge, Peter Ellenshaw, Emile Kuri, Hal Gausman - Bedknobs and Broomsticks Robert Boyle, Michael Stringer, Peter Lamont - Guslač na krovu Terence Marsh, Robert Cartwright, Peter Howitt - Marija, škotska kraljica                                   |
| 1972.  | Rolf Zehetbauer, Jurgen Kiebach, Herbert Strabel – Cabaret                                  | Carl Anderson, Reg Allen - Dama pjeva blues William Creber, Raphael Bretton - Posejdonova avantura John Box, Gil Parrondo, Robert W. Laing - Travels With My Aunt Don Ashton, Geoffrey Drake, John Graysmark, William Hutchinson, Peter James - Mladi Winston                                                                      |
| 1973.  | Henry Bumstead, James Payne – Žalac                                                         | Lorenzo Mongiardino, Gianni Quaranta, Carmelo Patrono - Brat sunce, sestra mjesec Bill Malley, Jerry Wunderlich - Egzorcist Philip Jefferies, Robert de Vestel - Tom Sawyer Stephen Grimes, William Kiernan - The Way We Were |
| 1974.  | Dean Tavoularis, Angelo Graham, George R. Nelson – Kum II                                   | Richard Sylbert, W. Stewart Campbell, Ruby Levitt - Kineska četvrt Alexander Golitzen, E. Preston Ames, Frank McKelvy - Potres Peter Ellenshaw, John B. Mansbridge, Walter Tyler, Al Roelofs, Hal Gausman - Otok na vrhu svijeta William Creber, Ward Preston. Raphael Bretton - Pakleni toranj                                    |
| 1975.  | Ken Adam, Roy Walker, Vernon Dixon – Barry Lyndon                                           | Edward Carfagno, Frank McKelvy - Hindenburg Alexander Trauner, Tony Inglis, Peter James - Čovjek koji je htio postati kraljem Richard Sylbert, W. Stewart Campbell, George Gaines - Holivudski frizer Albert Brenner, Marvin March - Sunčani momci                                                                                 |
| 1976.  | George Jenkins, George Gaines – Svi predsjednikovi ljudi                                    | Elliot Scott, Norman Reynolds - Nevjerojatna Sarah Gene Callahan, Jack Collis, Jerry Wunderlich - Posljednji tajkun Dale Hennesy, Robert de Vestel - Logan's Run Robert F. Boyle, Arthur Jeph Parker - Revolveraš |
| 1977.  | John Barry, Norman Reynolds, Leslie Dilley, Roger Christian – Ratovi zvijezda IV: Nova nada | George C. Webb, Mickey S. Michaels - Aerodrom '77 Joe Alves, Dan Lomino, Phil Abramson - Bliski susreti treće vrste Ken Adam, Peter Lamont, Hugh Scaife - Špijun koji me volio Albert Brenner, Marvin March - Životna prekretnica                                                                                                  |
| 1978.  | Paul Sylbert, Edwin O'Donovan, George Gaines – Nebo može čekati                             | Dean Tavoularis, Angelo Graham, George R. Nelson - The Brink's Job Albert Brenner, Marvin March - Apartman hotela Kalifornija Mel Bourne, Daniel Robert - Interijeri Tony Walton, Philip Rosenberg, Edward Stewart, Robert Drumheller - Čarobnjak                                                                                  |
| 1979.  | Philip Rosenberg, Tony Walton, Edward Stewart, Gary Brink – Sav taj jazz                    | Michael Seymour, Les Dilley, Roger Christian, Ian Whittaker - Alien Dean Tavoularis, Angelo Graham, George R. Nelson - Apokalipsa danas George Jenkins, Arthur Jeph Parker - Kineski sindrom Harold Michelson, Joe Jennings, Leon Harris, John Vallone, Linda Descenna - Zvjezdane staze                                           |

### 1980-e
| Godina | Dobitnik film                                                                       | Nominirani |
| ------ | ----------------------------------------------------------------------------------- | --- |
| 1980.  | Pierre Guffroy, Jack Stephens – Tess                                                | John W. Corso, John M. Dwyer - Rudareva kći Stuart Craig, Robert Cartwright, Hugh Scaife - Čovjek slon Norman Reynolds, Leslie Dilley, Harry Lange, Alan Tomkins, Michael Ford - Ratovi zvijezda V: Imperij uzvraća udarac Yoshiro Muraki - Kagemusha - vojskovođin dvojnik                                                              |
| 1981.  | Norman Reynolds, Leslie Dilley; Michael Ford – Otimači izgubljenog kovčega          | Assheton Gorton, Ann Mollo - Žena francuskog poručnika Tambi Larsen, James L. Berkey - Vrata raja John Graysmark, Patrizia von Brandenstein, Tony Reading, George DeTitta Sr., George DeTitta Jr., Peter Howitt - Ragtime Richard Sylbert, Michael Seirton - Crveni                                                                      |
| 1982.  | Stuart Craig, Robert W. Laing, Michael Seirton – Gandhi                             | Dale Hennesy, Marvin March - Annie Lawrence G. Paull, David L. Snyder, Linda DeScenna - Blade Runner Franco Zeffirelli, Gianni Quaranta - La traviata Rodger Maus, Tim Hutchinson, William Craig Smith, Harry Cordwell - Victor, Victoria                                                                                                |
| 1983.  | Anna Asp, Susanne Lingheim – Fanny i Alexander                                      | Norman Reynolds, Fred Hole, James L. Schoppe, Michael Ford - Ratovi zvijezda VI: Povratak Jedija Geoffrey Kirkland, Richard Lawrence, W. Stewart Campbell, Peter R. Romero, Jim Poynter, George R. Nelson - Putovanje u svemir: Prava stvar Polly Platt, Tom Pedigo - Vrijeme nježnosti Roy Walker, Leslie Tomkins, Tessa Davies - Yentl |
| 1984.  | Patrizia von Brandenstein, Karel Cerný – Amadeus                                    | Richard Sylbert, George Gaines - Cotton Club Mel Bourne, Angelo P. Graham, Bruce Weintraub - Potpuno prirodno John Box, Hugh Scaife - Put u Indiju Albert Brenner, Rick Simpson - 2010. |
| 1985.  | Stephen Grimes, Josie Macavin – Moja Afrika                                         | Norman Garwood, Maggie Gray - Brazil J. Michael Riva, Bo Welch, Linda DeScenna - Boja purpura Yoshiro Muraki, Shinobu Muraki – Kaos John Seale - Svjedok |
| 1986.  | Gianni Quaranta, Brian Ackland-Snow, Brian Savegar, Elio Altamura – Soba s pogledom | Peter Lamont, Crispian Sallis - Aliens Boris Leven, Karen O'Hara - Boja novca Stuart Wurtzel, Carol Joffe - Hannah i njezine sestre Stuart Craig, Jack Stephens - Misija |
| 1987.  | Ferdinando Scarfiotti, Bruno Cesari, Osvaldo Desideri – Posljednji kineski car      | Norman Reynolds, Harry Cordwell - Carstvo sunca Anthony Pratt, Joanne Woollard - Nada i slava Santo Loquasto, Carol Joffe, Leslie Bloom, George DeTitta Jr. - Dani radija Patrizia von Brandenstein, William A. Elliott, Hal Gausman - Nedodirljivi                                                                                      |
| 1988.  | Stuart Craig, Gerard James – Opasne veze                                            | Albert Brenner, Garrett Lewis - Plaže Ida Random, Linda DeScenna - Kišni čovjek Dean Tavoularis, Armin Ganz - Tucker: Čovjek i njegov san Elliot Scott, Peter Howitt - Tko je smjestio Zeki Rogeru |
| 1989.  | Anton Furst, Peter Young – Batman                                                   | Leslie Dilley, Anne Kuljian - Bezdan Dante Ferretti, Francesca Lo Schiavo - Pustolovine Baruna Munchausena Bruno Rubeo, Crispian Sallis - Vozeći gospođicu Daisy Norman Garwood, Garrett Lewis - Rat za slavu |

### 1990-e
| Godina | Dobitnik film                                          | Nominirani |
| ------ | ------------------------------------------------------ | --- |
| 1990.  | Richard Sylbert, Rick Simpson – Dick Tracy             | Ezio Frigerio, Jacques Rouxel - Cyrano de Bergerac Jeffrey Beecroft, Lisa Dean - Ples s vukovima Dean Tavoularis, Gary Fettis - Kum III Dante Ferretti, Francesca Lo Schiavo - Hamlet                |
| 1991.  | Dennis Gassner, Nancy Haigh – Bugsy                    | Dennis Gassner, Nancy Haigh - Barton Fink Mel Bourne, Cindy Carr - Kralj ribara Norman Garwood, Garrett Lewis - Kuka Paul Sylbert, Caryl Heller - Gospodar plime                                     |
| 1992.  | Luciana Arrighi, Ian Whittaker – Howards End           | Thomas Sanders, Garrett Lewis - Drakula Stuart Craig, Chris A. Butler - Chaplin Ferdinando Scarfiotti, Linda DeScenna - Igračke Henry Bumstead, Janice Blackie-Goodine - Nepomirljivi                |
| 1993.  | Allan Starski, Ewa Braun – Schindlerova lista          | Ken Adam, Marvin March - Vrijednosti Obitelji Addams Dante Ferretti, Robert J. Franco - Doba nevinosti Ben Van Os, Jan Roelfs - Orlando Luciana Arrighi, Ian Whittaker - Na kraju dana               |
| 1994.  | Ken Adam, Carolyn Scott – Ludilo kralja Georgea        | Santo Loquasto, Susan Bode – Meci iznad Broadwaya Rick Carter, Nancy Haigh - Forrest Gump Dante Ferretti, Francesca Lo Schiavo - Intervju s vampirom Lilly Kilvert, Dorree Cooper - Legenda o jeseni |
| 1995.  | Eugenio Zanetti – Restauracija                         | Michael Corenblith, Merideth Boswell - Apollo 13 Roger Ford, Kerrie Brown - Praščić Babe Bo Welch, Cheryl Carasik - Mala princeza Tony Burrough - Richard III.                                       |
| 1996.  | Stuart Craig, Stephanie McMillan – Engleski pacijent   | Bo Welch, Cheryl Carasik - Krletka Brian Morris, Philippe Turlure - Evita Tim Harvey - Hamlet Catherine Martin, Brigitte Broch - Romeo i Julija                                                      |
| 1997.  | Peter Lamont, Michael Ford – Titanic                   | Jan Roelfs, Nancy Nye - Gattaca Dante Ferretti, Francesca Lo Schiavo - Kundun Jeannine Oppewall, Jay R. Hart - L.A. Povjerljivo Bo Welch, Cheryl Carasik - Ljudi u crnom                             |
| 1998.  | Martin Childs, Jill Quertier – Zaljubljeni Shakespeare | John Myhre, Peter Howitt - Elizabeta Jeannine Oppewall, Jay Hart - Pleasantville Tom Sanders, Lisa Dean Kavanaugh - Spašavanje vojnika Ryana Eugenio Zanetti; Cindy Carr - What Dreams May Come      |
| 1999.  | Rick Heinrichs, Peter Young – Sanjiva dolina           | Luciana Arrighi, Ian Whittaker - Anna i kralj David Gropman, Beth Rubino - Kućna pravila Roy Walker, Bruno Cesari - Talentirani gospodin Ripley Eve Stewart, Eve Stewart, John Bush - Topsy-Turvy    |

### 2000-e
| Godina | Dobitnik film                                                                     | Nominirani |
| ------ | --------------------------------------------------------------------------------- | --- |
| 2000.  | Tim Yip – Tigar i zmaj                                                            | Michael Corenblith, Merideth Boswell - Kako je Grinch ukrao Božić Martin Childs, Jill Quertier - Otrovno pero Markiza de Sadea Arthur Max, Crispian Sallis – Gladijator Jean Rabasse, Françoise Benoît-Fresco - Vatel               |
| 2001.  | Catherine Martin, Brigitte Broch – Moulin Rouge                                   | Aline Bonetto, Marie-Laure Valla - Amelie Grant Major, Dan Hennah – Gospodar prstenova: Prstenova družina Stephen Altman, Anna Pinnock - Gosford Park Stuart Craig, Stephenie McMillan - Harry Potter i Kamen mudraca               |
| 2002.  | John Myhre, Gordon Sim – Chicago                                                  | Felipe Fernández del Paso, Hannia Robledo - Frida Dante Ferretti, Francesca LoSchiavo - Bande New Yorka Grant Major, Dan Hennah, Alan Lee - Gospodar prstenova: Dvije kule Dennis Gassner, Nancy Haigh - Put do uništenja           |
| 2003.  | Grant Major, Dan Hennah, Alan Lee – Gospodar prstenova: Povratak kralja           | Ben Van Os, Cecile Heideman - Djevojka s bisernom naušnicom Lilly Kilvert, Gretchen Rau - Posljednji samuraj William Sandell, Robert Gould - Gospodar i ratnik: Daleka strana svijeta Jeannine Oppewall, Leslie Pope - Utrka života |
| 2004.  | Dante Ferretti, Francesca Lo Schiavo – Avijatičar                                 | Gemma Jackson, Trisha Edwards - San za životom J.M. Barrieja Rick Heinrichs, Cheryl Carasik - Niz nesretnih događaja Anthony D. G. Pratt, Celia Bobak - Fantom Opere Aline Bonetto - Zaruke su dugo trajale                         |
| 2005.  | John Myhre, Gretchen Rau – Memoari jedne gejše                                    | Jim Bissell, Jan Pascale - Laku noć i sretno Stuart Craig, Stephenie McMillan - Harry Potter i plameni pehar Grant Major, Dan Hennah, Simon Bright - King Kong Sarah Greenwood, Katie Spencer - Ponos i predrasude                  |
| 2006.  | Eugenio Caballero, Pilar Revuelta – Panov labirint                                | John Myhre, Nancy Haigh – Komadi iz snova Jeannine Claudia Oppewall, Gretchen Rau, Leslie E. Rollins – Dobri pastir Rick Heinrichs, Cheryl Carasik – Pirati s Kariba: Mrtvačeva škrinja Nathan Crowley, Julie Ochipinti – Prestiž   |
| 2007.  | Dante Ferretti, Francesca Lo Schiavo – Sweeney Todd: Đavolji brijač Fleet Streeta | Arthur Max, Beth A. Rubino – Američki gangster Sarah Greenwood, Katie Spencer – Okajanje Dennis Gassner, Anna Pinnock - Zlatni kompas Jack Fisk, Jim Erickson – Bit će krvi                                                         |
| 2008.  | Donald Graham Burt, Victor J. Zolfo – Neobična priča o Benjaminu Buttonu          | Michael Carlin, Rebecca Alleway – Vojvotkinja Nathan Crowley, Peter Lando - Vitez tame James J. Murakami, Gary Fettis – Zamjena Kristi Zea, Debra Schutt – Put oslobođenja                                                          |
| 2009.  | Rick Carter, Robert Stromberg, Kim Sinclair – Avatar                              | Dave Warren, Anastasia Masaro, Caroline Smith - Imaginarij doktora Parnassusa John Myhre, Gordon Sim – Devet Sarah Greenwood, Katie Spencer – Sherlock Holmes Patrice Vermette, Maggie Gray - Mlada Viktorija                       |

### 2010-e
| Godina | Dobitnik film                                               | Nominirani |
| ------ | ----------------------------------------------------------- | --- |
| 2010.  | Robert Stromberg, Karen O'Hara – Alisa u zemlji čudesa      | Stuart Craig, Stephanie McMillan - Harry Potter i Darovi smrti 1. dio Guy Hendrix Dyas, Larry Dias, Doug Mowat – Početak Eve Stewart, Judy Farr – Kraljev govor Jess Gonchor, Nancy Haigh - Čovjek zvan hrabrost |
| 2011.  | Dante Ferretti, Francesca Lo Schiavo – Hugo                 | Laurence Bennett, Robert Gould - Umjetnik Stuart Craig, Stephanie McMillan – Harry Potter i Darovi Smrti 2. dio Anne Seibel, Hélène Dubreuil – Ponoć u Parizu Rick Carter, Lee Sandales - Put rata               |
| 2012.  | Rick Carter, Jim Erickson – Lincoln                         | Sarah Greenwood, Katie Spencer - Ana Karenjina Dan Hennah, Ra Vincent, Simon Bright – Hobit: Neočekivano putovanje Eve Stewart, Anna Lynch-Robinson – Jadnici David Gropman, Anna Pinnock - Pijev život          |
| 2013.  | Catherine Martin, Beverley Dunn – Veliki Gatsby             | Judy Becker, Heather Loeffler - Američki varalice Andy Nicholson, Rosie Goodwin, Joanne Woollard - Gravitacija K. K. Barrett, Gene Serdena - Ona Adam Stockhausen, Alice Baker - 12 godina ropstva               |
| 2014.  | Adam Stockhausen, Anna Pinnock – Hotel Grand Budapest       | Maria Djurkovic, Tatiana Macdonald - Igra oponašanja Nathan Crowley, Gary Fettis – Interstellar Dennis Gassner, Anna Pinnock – U šumi Suzie Davies, Charlotte Watts - Gospodin Turner                            |
| 2015.  | Colin Gibson, Lisa Thompson – Pobješnjeli Max: Divlja cesta | Adam Stockhausen, Rena DeAngelo, Bernhard Henrich - Most špijuna Michael Standish, Eve Stewart – Dankinja Celia Bobak, Arthur Max – Marsovac Jack Fisk, Hamish Purdy - Povratnik                                 |
| 2016.  | David Wasco, Sandy Reynolds-Wasco – La La Land              | Patrice Vermette, Paul Hotte - Dolazak Stuart Craig, Anna Pinnock – Čudesne zvijeri i gdje ih naći Jess Gonchor, Nancy Haigh – Ave Cezare Guy Hendrix Dyas, Gene Serdena - Putnici                               |
| 2017.  | Paul Denham Austerberry, Shane Vieau – Oblik vode           | Sarah Greenwood, Katie Spencer - Ljepotica i zvijer Dennis Gassner, Alessandra Querzola – Blade Runner 2049 Celia Bobak, Arthur Max – Prijelomni čas Sarah Greenwood, Katie Spencer - Dunkirk                    |
| 2018.  | Hannah Beachler, Jay Hart – Black Panther                   | Fiona Crombie, Alice Felton - Miljenica Nathan Crowley, Kathy Lucas – Prvi čovjek John Myhre, Gordon Sim – Povratak Mary Poppins Eugenio Caballero, Bárbara Enrı́quez - Roma                                      |
| 2019.  | Barbara Ling, Nancy Haigh – Bilo jednom… u Hollywoodu       | Bob Shaw, Regina Graves- Irac Ra Vincent, Nora Sopková – Jojo Rabbit Dennis Gassner, Lee Sandales – 1917. Lee Ha-jun, Cho Won-woo - Parazit                                                                      |

### 2020-e
| Godina | Dobitnik film                                                  | Nominirani |
| ------ | -------------------------------------------------------------- | --- |
| 2020.  | Donald Graham Burt, Jan Pascale – Mank                         | Peter Francis, Cathy Featherstone - Otac Mark Ricker, Karen O'Hara i Diana Stoughton – Ma Rainey: Majka bluesa David Crank, Elizabeth Keenan – Novosti iz svijeta Nathan Crowley, Kathy Lucas - Tenet |
| 2021.  | Patrice Vermette, Zsuzsanna Sipos – Dina                       | Tamara Deverell, Shane Vieau - Ulica noćnih mora Grant Major, Amber Richards – Šape pasje Stefan Dechant, Nancy Haigh – Tragedija Macbetha Adam Stockhausen, Rena DeAngelo - Priča sa zapadne strane  |
| 2022.  | Christian M. Goldbeck, Ernestine Hipper – Na Zapadu ništa novo | Dylan Cole, Ben Procter i Vanessa Cole - Avatar: Put vode Florencia Martin, Anthony Carlino – Babylon Catherine Martin, Karen Murphy i Bev Dunn – Elvis Rick Carter, Karen O'Hara - Fabelmanovi       |
| 2023.  | James Price i Shona Heath – Uboga stvorenja                    | Sarah Greenwood - Barbie Jack Fisk – Ubojice cvjetnog mjeseca Arthur Max – Napoleon Ruth De Jong - Oppenheimer                                                                                        |